# Cenar
Cenar – żywy, skoczny taniec pochodzenia niemieckiego; popularny w Europie od końca XV wieku, rozpowszechniony również w Polsce (w XVI - XVII wieku). Taniec ten wspominany jest m.in. przez Jana Kochanowskiego w utworze Pieśń świętojańska o Sobótce, m.in. wspominając:
Tam już pieśni rozmaite,
Tam będą gadki pokryte,
Tam trefne plęsy z ukłony,
Tam i cenar, i goniony.